# Джиммі Картер
Джеймс Ерл «Джиммі» Картер-молодший (англ. James Earl "Jimmy" Carter, Jr.; 1 жовтня 1924 — 29 грудня 2024, Плейнс, Джорджія) — американський політик, 39-й президент Сполучених Штатів Америки з 1977 до 1981 року, лауреат Нобелівської премії миру 2002 року. Член Демократичної партії США. Упродовж двох термінів обіймав посаду губернатора штату Джорджія — з 1971 до 1975 року.
Народився та виріс у Плейнсі, Джорджія. Закінчив Технологічний інститут Джорджії й Військово-морську академію, протягом семи років служив офіцером-підводником на Тихоокеанському і Атлантичному флотах ВМС США. Після смерті свого батька в 1953 залишив військову кар'єру.
Президентство Картера було означене покращенням системи соціального захисту США, але це також призвело до значного підвищення податків. На міжнародній арені його заслугою було укладання Кемп-Девідських угод між Ізраїлем та Єгиптом та угоди про використання Панамського каналу. Правління Картера ознаменувалося закінченням політики розрядки у відносинах з СРСР після вводу радянських військ до Афганістану 1979 року. Радянсько-американські відносини різко погіршилися, США бойкотували Літні Олімпійські ігри 1980 року в Москві і продовжували нарощування свого ядерного потенціалу та озброєнь. Під час каденції Картера відбулася Ісламська революція в Ірані; аятола Хомейні оголосив США «Великим сатаною», і 1980 року були взяті в заручники співробітники американського посольства в Тегерані. Переговори та спроби силового звільнення заручників виявилися невдалими. На президентських виборах у листопаді 1980 року Картер балотувався на другий термін, але зазнав поразки від республіканця Рональда Рейгана.
|                 | Не Америка вигадала права людини, а права людини — Америку |
| — Джиммі Картер |                                                            |

Картерові належить рекорд перебування в статусі експрезидента — після відходу з Білого дому він прожив 43 роки. 2012 року Картер перевершив Герберта Гувера, президента США, який найдовше в історії цієї країни перебував у відставці. 2017 року Джиммі Картер став першим президентом, який дожив до 40-ї річниці його інавгурації, а 2019 року став президентом, що жив найдовше. 1982 року він створив Центр Картера для просування та розширення прав людини. Він багато подорожував для проведення мирних переговорів, моніторингу виборів, а також просування попередження та ліквідації захворювань у країнах, що розвиваються. Картер вважається ключовою фігурою благодійної організації «Дім для людства». Він написав понад 30 книг, починаючи від політичних спогадів до поезії, закінчуючи коментуванням стану поточних американських та глобальних справ, таких як ізраїльсько-палестинський конфлікт.
Останніми роками Картер неодноразово виступав з критикою на адресу Ізраїлю у зв'язку з агресивними діями Ізраїлю в Лівані та секторі Газа.
2002 року Картер отримав Нобелівську премію миру за свою гуманітарну діяльність. Колишній президент є автором низки книг, зокрема спогадів і книг про своє бачення майбутнього Америки. Окрема праця Картера присвячена Палестині.
11 жовтня 2009 року в США з'явилося летовище імені Джиммі Картера. Ім'я 39-го президента отримало регіональне летовище за 30 км від міста Плейнз, де народився Картер.
1 жовтня 2024 року став першим президентом США, який дожив до 100 років.

## Раннє життя

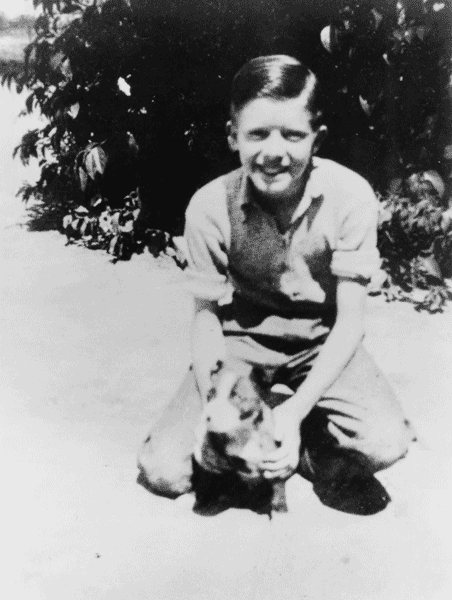
Картер у 12-річному віці зі своїм собакою Бозо. 1937 рік

Джеймс Ерл Картер-молодший народився 1 жовтня 1924 року в санаторії (нині медсестринський центр Лілліани Г. Картер) у Плейнсі, штат Джорджія, у лікарні, де його мати працювала медсестрою. Картер став першим президентом США, який народився в лікарні. Він був старшим сином Бессі Лілліан (до шлюбу Горді) та Джеймса Ерла Картера-старшого — нащадка англійського іммігранта Томаса Картера, який оселився у Вірджинії 1635 року. Численні покоління Картерів жили як фермери в Джорджії. Картер також є нащадком Томаса Корнелла, родоначальника Корнелльського університету, і пов'язаний з Річардом Ніксоном та Біллом Гейтсом.
Батько Картера був успішним місцевим бізнесменом, який керував загальним магазином і був інвестором у сільськогосподарські угіддя. Раніше він служив в Корпусі штабних кадрів армії США під час Першої світової війни.
Сім'я переїжджала кілька разів під час того, як Картер-молодший був немовлям. Картери осіли в сусідньому Арчері, штат Джорджія, майже повністю заселеному бідними афроамериканськими родинами. Зрештою вони народили ще трьох дітей: Глорію, Рут та Біллі. Картер добре ладнав з батьками, хоча мати працювала довгі години і часто була відсутня в дитинстві. Незважаючи на те, що Ерл рішуче підтримував сегрегацію, він дозволив синові дружити з дітьми темношкірих. Картер був заповзятливим підлітком, який отримав власний акр сільськогосподарських угідь Ерла, де вирощував, пакував та продавав арахіс.

### Освіта
Картер відвідував середню школу Плейнза з 1937 до 1941 року. У підлітковому віці Картер грав у баскетбольній команді Plains High School; він також приєднався до «Майбутніх фермерів Америки» і протягом усього життя цікавився обробкою дерева.

## Рання політична кар'єра (1962—1971)
Картер був за расову толерантність та інтеграцію, але часто тримав ці почуття при собі, щоб уникнути ворогів. У 1961 році він почав більш помітно говорити про інтеграцію, будучи видатним членом баптистської церкви та головою шкільної ради округу Самтер. У 1962 році місце в Сенаті штату було відкрито внаслідок розпуску системи округів Джорджії; Картер оголосив про свою кампанію за місце за 15 днів до виборів. Розалін, яка мала політичний та організаційний інстинкт, відіграла важливу роль у його кампанії. Ранній підрахунок виборчих бюлетенів показав, що Картер відстає від свого опонента Гомера Мура, але це було результатом фальсифікованого голосування, організованого Джо Херстом, головою Демократичної партії в окрузі Кітман. Картер оскаржив результати виборів, які підтвердили шахрайство в ході розслідування. Після цього відбулися чергові вибори, на яких Картер переміг Мура як єдиного кандидата від Демократичної партії з перевагою в 3013 голосів до 2182.
Рух за громадянські права активно розвивався, коли Картер вступив на посаду. Він і його сім'я стали відданими прихильниками Джона Ф. Кеннеді. Картер виступав проти тестів на грамотність та проти поправки до Конституції Джорджії, яка, на його думку, передбачала примус до релігії. За два роки Картер увійшов до складу Демократичного виконавчого комітету штату, де допоміг переписати правила партії штату. Він став головою Комісії планування та розвитку Західно-центральної Джорджії, яка керувала виплатою федеральних і державних грантів на такі проекти, як реставрація історичних місць.

## Президентська кампанія (1976)
Читайте також: Президентські вибори у США 1976
12 грудня 1974 року Картер оголосив про свою президентську кампанію в Національному прес-клубі у Вашингтоні, округ Колумбія. Його промова містила теми внутрішньої нерівності, оптимізму та змін. Після свого вступу на праймеріз від Демократичної партії він змагався з шістнадцятьма іншими кандидатами, і вважалося, що він мав невеликі шанси проти більш відомих політиків, таких як Джордж Воллес. Його ім'я впізнавали два відсотки, а опоненти насмішкувато запитували «Джиммі хто?». У відповідь на це Картер почав підкреслювати своє ім'я та те, що він відстоює, заявивши: «Мене звати Джиммі Картер, і я балотуюсь на пост президента».
Ця стратегія виявилася успішною. До середини березня 1976 року Картер не тільки значно випереджав активних претендентів на висування в президенти, але й чинного президента-республіканця Джеральда Форда на кілька відсотків.
Картер рано став фаворитом, вигравши кокуси в Айові та праймериз у Нью-Гемпширі. Його стратегія передбачала досягнення регіону до того, як інший кандидат зможе поширити вплив на нього, подорожуючи понад 80 000 кілометрів, відвідуючи 37 штатів і виголошуючи понад 200 промов до того, як будь-який інший кандидат вступив у перегони.
Заявлені позиції Картера під час його кампанії включали державне фінансування кампаній у Конгрес, його підтримку створення федерального агентства із захисту прав споживачів, створення окремого відділу освіти на рівні кабінету, підписання мирного договору з Радянським Союзом про обмеження ядерної зброї, скорочення оборонного бюджету, податкову пропозицію, яка впроваджує «суттєве збільшення для тих, хто має вищі доходи» разом зі зменшенням збору для платників податків з нижчими та середніми доходами, внесення ряду змін до Закону про соціальне забезпечення, і збалансований бюджет до кінця свого першого терміну повноважень.

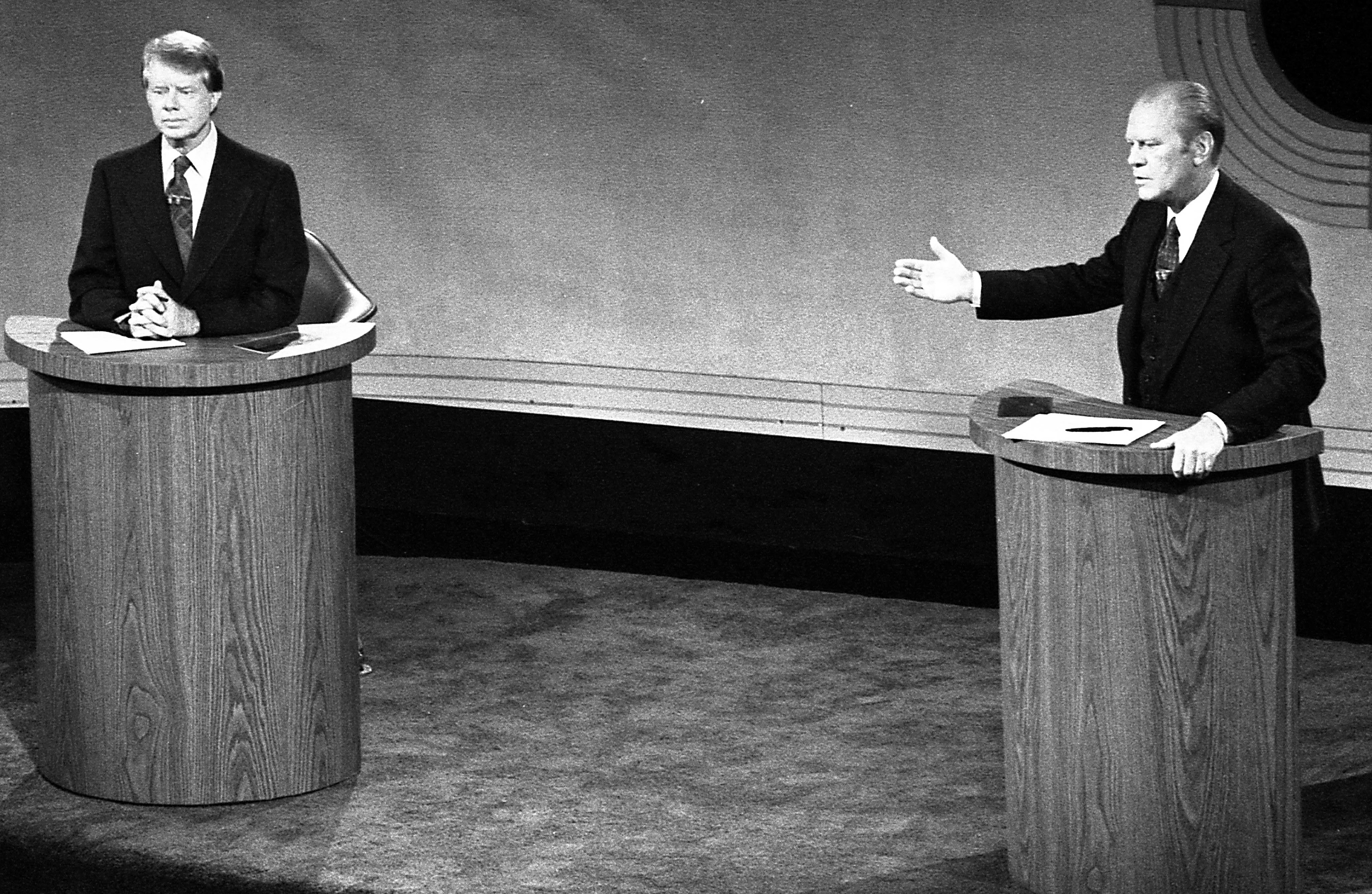
Картер і президент Джеральд Форд під час дебатів, вересень 1976 року.

15 липня 1976 року Картер обрав своїм напарником американського сенатора Волтера Мондейла.
Картер і Форд зіткнулися в трьох телевізійних дебатах, перших президентських дебатах у Сполучених Штатах з 1960 року.
Картер почав перегони зі значною перевагою над Фордом, який скоротив відставання під час кампанії, але програв Картеру з мінімальною поразкою 2 листопада 1976 року. Картер виграв 50,1 відсотка голосів проти 48,0 відсотка за Форда і отримав 297 голосів виборців проти 240 голосів Форда.

## Президентство (1977—1981)
Дивіться також: Президентство Джиммі Картера
Картер був інавгурований як 39-й президент США 20 січня 1977 року. Однією з перших дій Картера було виконання передвиборчої обіцянки шляхом видання виконавчого указу про безумовну амністію для тих, хто ухилявся від призову в армію часів В'єтнамської війни. Перебування Картера на посаді ознаменувалося економічною нестачею, часом триваючої інфляції та рецесії та енергетичною кризою 1979 року.
Картер намагався заспокоїти різні конфлікти в усьому світі, найбільш помітно на Близькому Сході з підписанням Кемп-Девідських угод; повернення Панамського каналу до Панамі; і підписання договору про скорочення ядерних озброєнь з Леонідом Брежнєвим. Його останній рік був затьмарений кризою із заручниками в Ірані, яка сприяла його поразці на виборах 1980 року Рональду Рейгану. Інформатори стверджували, останнім часом у 2023 році, що люди, які працювали на кампанію Рейгана, переконали Іран продовжити кризу, щоб зменшити шанси Картера на переобрання.

### Внутрішня політика

#### Енергетична криза
18 квітня 1977 року Картер виголосив телевізійну промову, в якій заявив, що нинішня енергетична криза є «моральним еквівалентом війни». Він заохочував енергозбереження та встановив сонячні панелі для нагріву води в Білому домі. Він носив светри, щоб компенсувати зменшення опалення в Білому домі. 4 серпня 1977 року Картер сформував Міністерство енергетики.
Енергетичне законодавство Картера було схвалено Конгресом після тривалих обговорень і змін 15 жовтня 1978 року. Цей захід дерегулював продаж природного газу, усунув давню різницю в цінах на газ усередині та між штатами та створив податкові кредити для заохочення енергозбереження та використання невикопного палива.
1 березня 1979 року Картер подав резервний план нормування бензину на прохання Конгресу. 5 квітня він виступив із зверненням, у якому наголосив на нагальності енергозбереження та збільшення внутрішнього виробництва таких джерел енергії, як вугілля та сонячна енергія.

##### Економіка
Президентство Картера мало неспокійну економічну історію з двох приблизно однакових періодів. Перші два роки були часом тривалого відновлення після серйозної рецесії 1973—1975 рр., внаслідок якої інвестиції в основний капітал перебували на найнижчому рівні з часів рецесії 1970 року, а рівень безробіття становив 9 %. Його останні два роки були відзначені двозначною інфляцією в поєднанні з дуже високими процентними ставками, дефіцит нафти та повільне економічне зростання. Завдяки законодавству про стимулювання економіки вартістю 30 мільярдів доларів США, наприклад, Закону про зайнятість на громадських роботах 1977 року, запропонованому Картером і прийнятому Конгресом, реальне медіанне домогосподарства зросло на 5,2 %, з прогнозом на 6,4 % на наступний квартал.
Енергетична криза 1979 року завершила цей період зростання, і в міру зростання інфляції та процентних ставок економічне зростання, створення робочих місць і довіра споживачів різко впали. Відносно м'яка монетарна політика, прийнята головою Федеральної резервної системи Дж. Вільямом Міллером, уже сприяла дещо вищій інфляції, яка зросла з 5,8 % у 1976 році до 7,7 % у 1978 році. Раптове подвоєння ОПЕК цін на нафту призвело до подвоєння інфляції, в середньому 11,3 % у 1979 році та 13,5 % у 1980 році.

##### Охорона здоров'я
Пропозиції Картера щодо охорони здоров'я під час перебування на посаді включали пропозицію від квітня 1977 року щодо обов'язкових витрат на охорону здоров'я та пропозицію червня 1979 року, яка забезпечувала приватне медичне страхування. У квітні 1977 року пропозицію щодо обов'язкових витрат на охорону здоров'я було прийнято в Сенаті, але пізніше було відхилено в Палаті представників.

### Зовнішня політика

#### Ізраїль і Єгипет

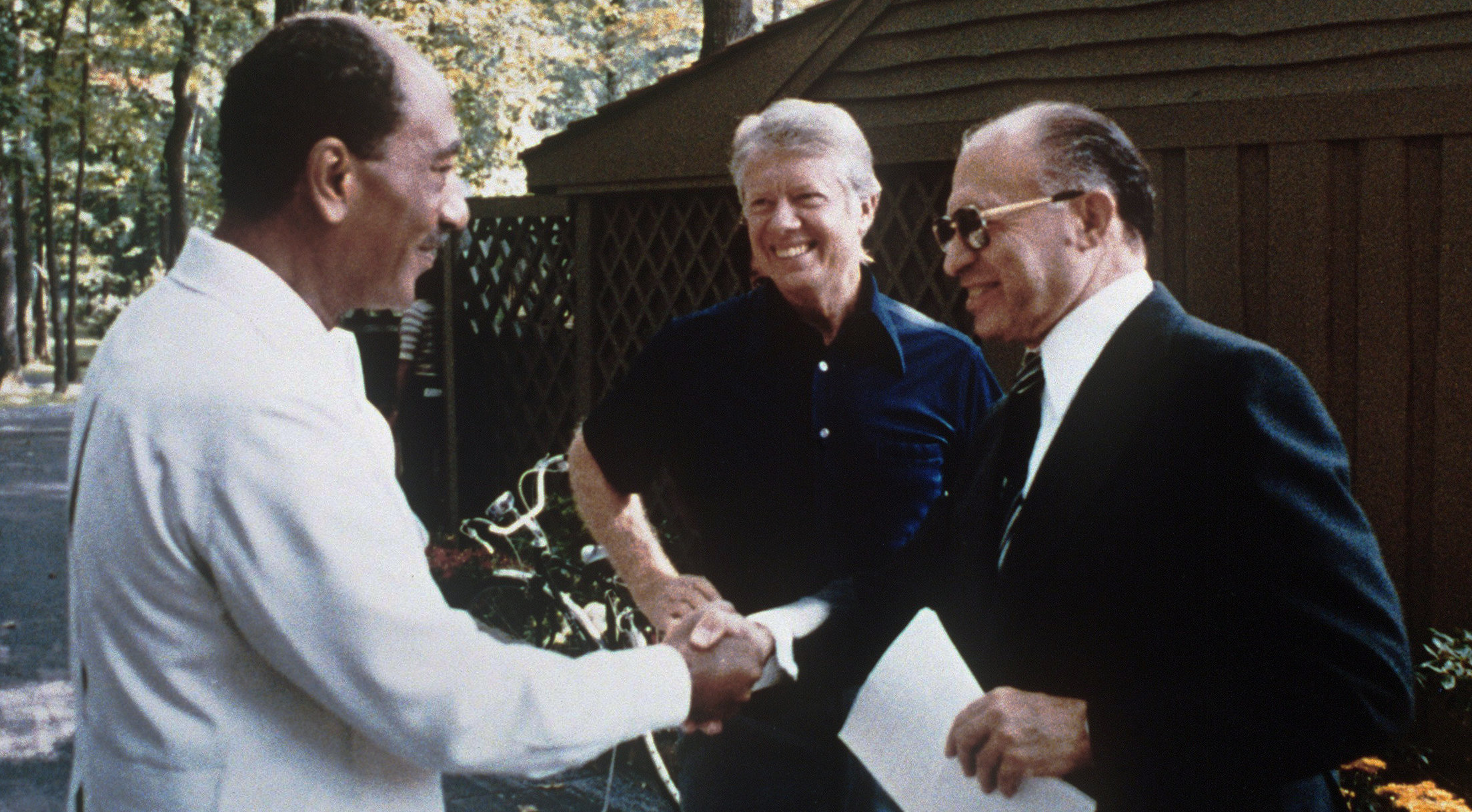
Анвар Садат, Джиммі Картер і Менахем Бегін зустрічаються в Кемп-Девіді 6 вересня 1978 року.

З самого початку свого президентства Картер намагався бути посередником в арабо-ізраїльському конфлікті. Після невдалої спроби знайти всеосяжне врегулювання між двома країнами в 1977 році (шляхом повторного скликання Женевської конференції 1973 року Картер запросив президента Єгипту Анвара Садата та прем'єр-міністра Ізраїлю Менахема Беґіна до президентської ложі Кемп-Девід у вересні 1978 року, сподіваючись створити остаточний мир. Хоча обидві сторони не змогли домовитися про вихід Ізраїлю із Західного берега, результатом переговорів стало офіційне визнання Єгиптом Ізраїлю та створення виборного уряду на Західному березі та в Газі. Це призвело до Кемп-Девідської угоди, яка поклала край війні між Ізраїлем та Єгиптом.
Угоди були джерелом великої внутрішньої опозиції як в Єгипті, так і в Ізраїлі. Історик Йорген Йенсегауген стверджує, що до того часу, коли Картер залишив свій пост у січні 1981 року, він був «у дивному становищі — він намагався порушити традиційну політику США, але в кінцевому підсумку досяг цілей цієї традиції, яка полягала в тому, щоб зламати арабську політику альянсу, відсторонити палестинців, побудувати союз з Єгиптом, послабити Радянський Союз і забезпечити Ізраїль».

##### Східна Азія

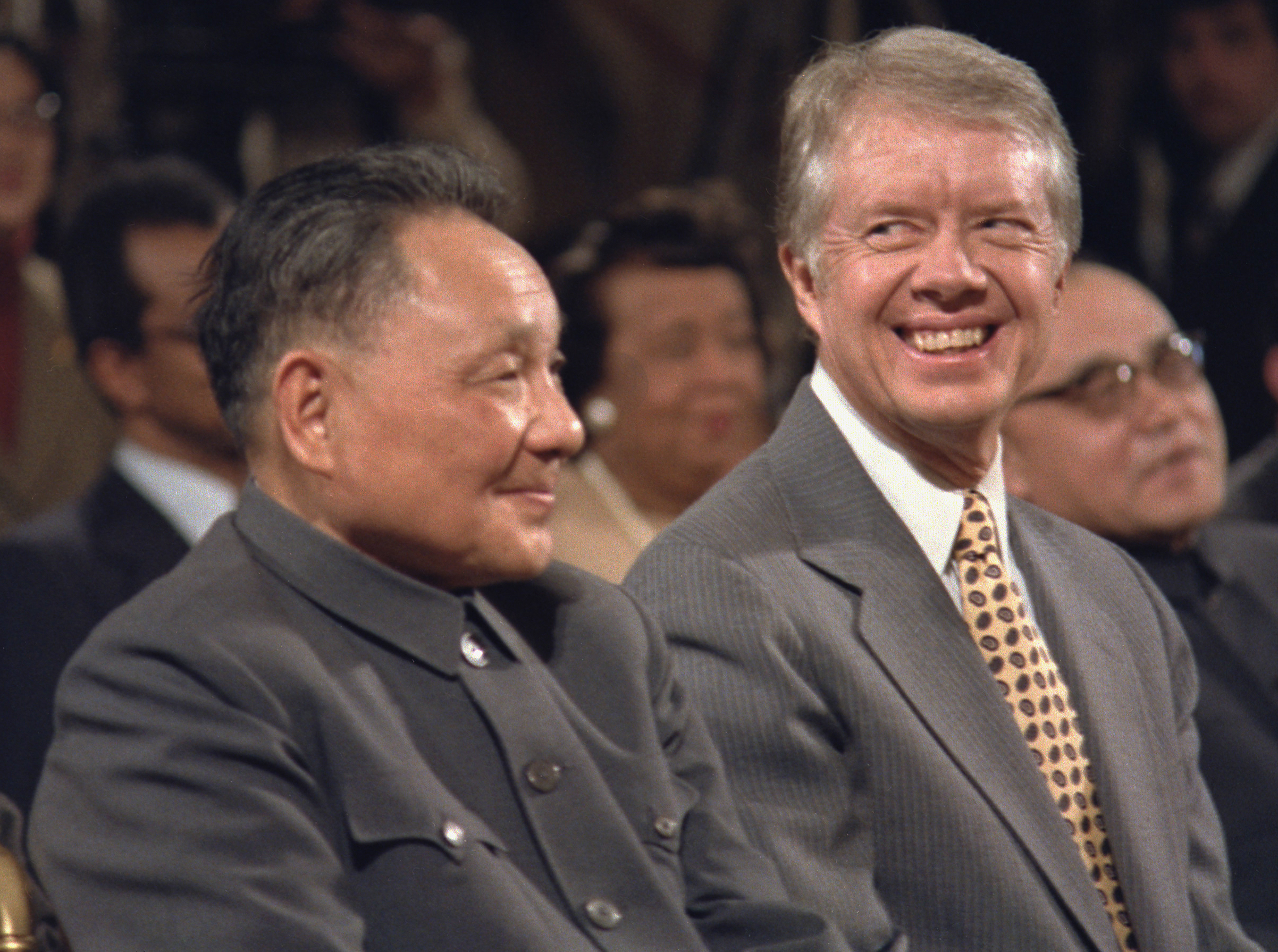
Ден Сяопін з Картером

Картер прагнув тісніших відносин з Китайською Народною Республікою (КНР), продовжуючи радикальну політику зближення адміністрації Ніксона. Обидві країни дедалі активніше співпрацювали проти Радянського Союзу, і адміністрація Картера мовчазно погодилася на китайське вторгнення до В'єтнаму. У 1979 році Картер вперше надав офіційне дипломатичне визнання КНР. Це рішення призвело до буму торгівлі між США та КНР, яка проводила економічні реформи під керівництвом Ден Сяопіна.
Під час президентства Картера США продовжували підтримувати Індонезію як союзника в холодній війні, незважаючи на порушення прав людини у Східному Тиморі. Порушення відбулися після вторгнення Індонезії та окупації Східного Тимору в грудні 1975 року. За правління Картера військова допомога Індонезії зросла, досягнувши піку в 1978 році.
21 квітня 1978 року Картер оголосив про скорочення чисельності американських військ у Південній Кореї.

#### Іран
4 листопада 1979 p. група іранських студентів захопила посольство США в Тегерані. Протягом наступних 444 днів 52 американських дипломати та громадяни були у заручниках. Їх звільнили відразу після того, як 20 січня 1981 року Рональд Рейган змінив Картера на посаді президента. Під час кризи Картер залишався в ізоляції в Білому домі понад 100 днів, поки не пішов, щоб взяти участь у запалюванні Національної менори на Еліпсі.
Через місяць після початку справи Картер заявив про свою відданість вирішенню суперечки без «будь-яких військових дій, які спричинили б кровопролиття або спонукали нестабільних викрадачів наших заручників напасти на них або покарати їх». 7 квітня 1980 року Картер видав виконавчий наказ про введення економічних санкцій проти Ірану та оголосив про подальші урядові заходи, які він вважав необхідними для забезпечення безпечного звільнення.
24 квітня 1980 року Картер наказав розпочати операцію «Орлиний кіготь», щоб спробувати звільнити заручників. Місія провалилася, внаслідок чого вісім американських військовослужбовців загинули і два літаки були знищені.

###### Радянське вторгнення в Афганістан
Комуністи під керівництвом Нур Мухаммада Таракі захопили владу в Афганістані 27 квітня 1978 року. У грудні того ж року новий режим підписав договір про дружбу з Радянським Союзом. Його реформи у галузі землеволодіння і примусової ліквідації неписемності викликали широке невдоволення в народі, що спричинило масові страти та політичні утиски. У вересні Таракі був скинутий іншим комуністичним лідером Хафізуллою Аміном. Амін втратив контроль над більшою частиною країни, просив СРСР надіслати в Афганістан радянські війська для підтримки його режиму. 24 грудня 1979 року Радянський Союз вторгнувся в Афганістан, стратив Аміна та поставив Бабрака Кармаля президентом.
Картер був налаштований жорстко відповісти на цю небезпечну провокацією. 28 грудня він підписав президентський висновок, який чітко дозволяє ЦРУ передавати «смертоносне військове обладнання безпосередньо або через треті країни афганським супротивникам радянської інтервенції в Афганістан» і організовувати «вибіркове навчання, що проводиться за межами Афганістану, в використання такого обладнання або безпосередньо, або через посередництво третьої країни».
У телевізійній промові 23 січня 1980 року він оголосив про санкції проти Радянського Союзу, пообіцяв відновити допомогу та реєстрацію Пакистану та Системи вибіркової служби, а також зобов'язав США захистити Перську затоку. Картер наклав ембарго на поставки зерна до СРСР, подав на розгляд ОСО-2, вимагав 5 % щорічного збільшення витрат на оборону, і закликав до бойкоту літніх Олімпійських ігор 1980 року в Москві.
Спрямованість політики США протягом війни була визначена Картером на початку 1980 року: він започаткував програму озброєння моджахедів через пакистанську ISI та домігся від Саудівської Аравії зобов'язання виділити для цієї мети фінансування. Радянський Союз не зміг придушити повстанців і вийшов з Афганістану в 1989 році, що прискорило розпад самого Радянського Союзу.

## Після президентства (1981—2024)

### Дипломатія
У 1994 році президент США Білл Клінтон звернувся за допомогою до Картера в мирну місію до Північної Кореї, під час якої Картер домовився про взаєморозуміння з Кім Ір Сеном.
У 2006 році Картер заявив про свою незгоду з внутрішньою та зовнішньою політикою Ізраїлю, водночас заявивши, що він підтримує країну, поширивши свою критику на політику Ізраїлю в Лівані, на Західному березі річки Йордан і в Газі.
У липні 2007 року Картер приєднався до Нельсона Мандели в Йоганнесбурзі, Південна Африка, щоб оголосити про свою участь у The Elders, групі незалежних світових лідерів, які разом працюють над питаннями миру та прав людини. Після оголошення Картер відвідав Дарфур, Кіпр, Корейський півострів та Близький Схід. Картер спробував поїхати до Зімбабве в листопаді 2008 року, але був зупинений урядом президента Роберта Мугабе. У грудні 2008 року Картер зустрівся з президентом Сирії Башаром Асадом.
10 серпня 2010 року Картер вирушив до Північної Кореї, щоб добитися звільнення Айжалона Гомеса, успішно домовившись про його звільнення. Протягом останньої половини 2017 року, коли напруга між США та Північною Кореєю зберігалася, Картер рекомендував мирний договір між двома країнами та підтвердив, що запропонував себе адміністрації Трампа як готового кандидата на посаду дипломатичного представника в Північній Кореї.

### Інші види діяльності

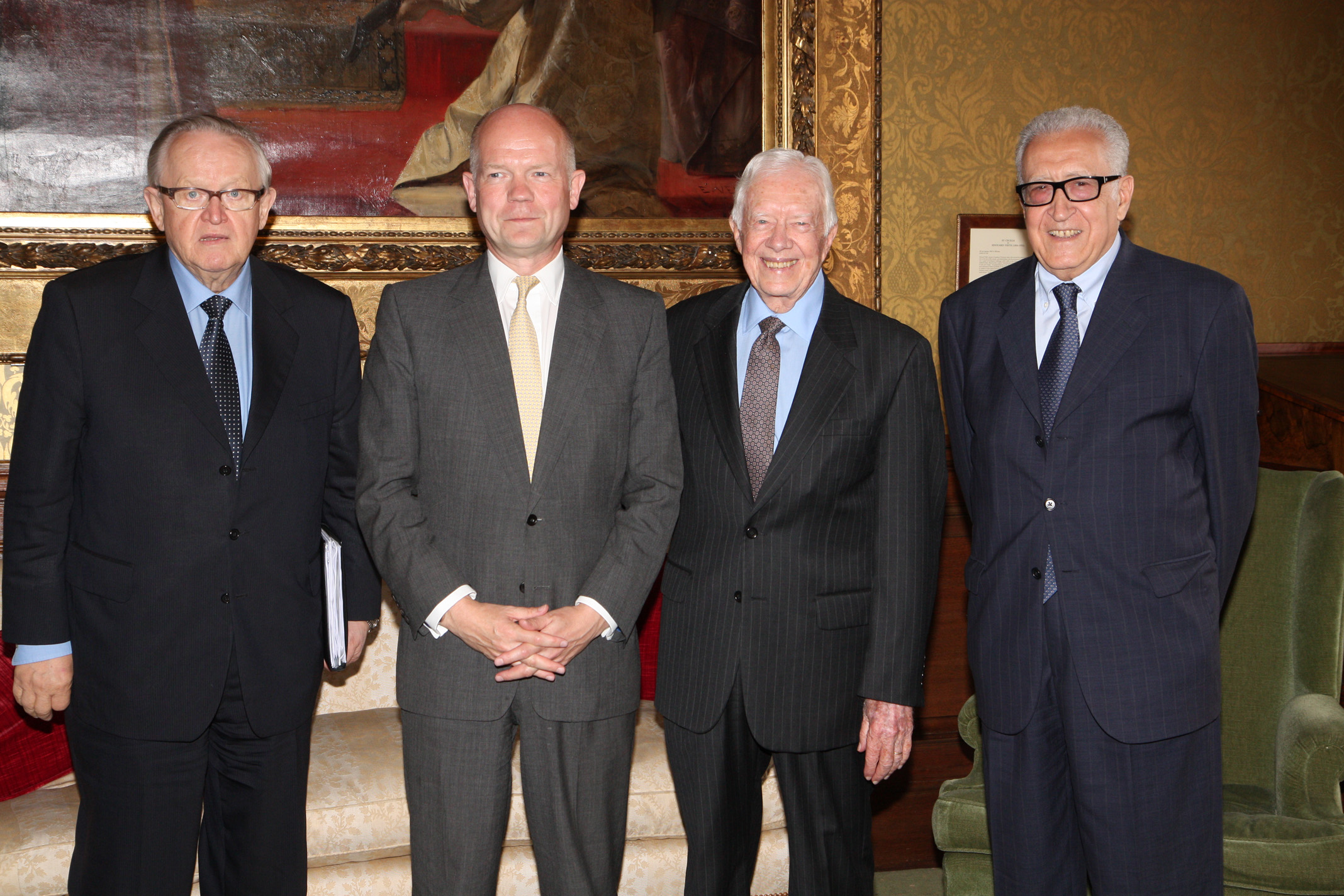
Картер (третій зліва) з Мартті Ахтісаарі, Вільямом Хейгом і Лахдаром Брахімі з групи The Elders у Лондоні, 24 липня 2013 року.

У 1982 році Картер заснував Центр Картера, неурядову та неприбуткову організацію з метою просування прав людини та полегшення людських страждань, зокрема сприяння покращенню якості життя людей у понад 80 країнах. Серед цих зусиль був внесок Центру Картера, який працює разом із Всесвітньою організацією охорони здоров'я, у майже викорінення дракункулезу, який також називають гвінейським глистом. Захворюваність на це захворювання знизилася з 3,5 мільйонів випадків у середині 1980-х років до 25 випадків у 2016 році та 10 станом на вересень 2021 року згідно зі статистикою Центру Картера.

### Проросійські висловлювання
Картер був упевнений, що анексія Криму Росією була неминучою, тому що «цього хотіли і жителі півострова, і росіяни». «Я не вірю, що є якась безпосередня перспектива розриву відносин між Росією і Кримом. Я думаю, що це було неминучим кроком, згодні з цим українці чи ні. Думаю, те, що я сказав раніше, є точним: .. Цього хотіли кримчани і хотіли росіяни, як я вважаю».
Щодо російсько-української війни Картер заявив, що США не має поставляти Києву летальне озброєння. «Я б дуже хотів, щоб постачання зброї в Україну було припинене. — Як Києву, так і Сходу України. Я сподіваюся, що президент Обама не посилатиме зброю», — заявив Картер.
Проте 24 лютого 2022 року Картер засудив російське вторгнення в Україну.

### Смерть
Помер 29 грудня 2024 року у віці 100 років після тривалої хвороби. Картер встановив рекорд довголіття серед 45 президентів США і став єдиним президентом США, що дожив до 100 років.

## Особисте життя

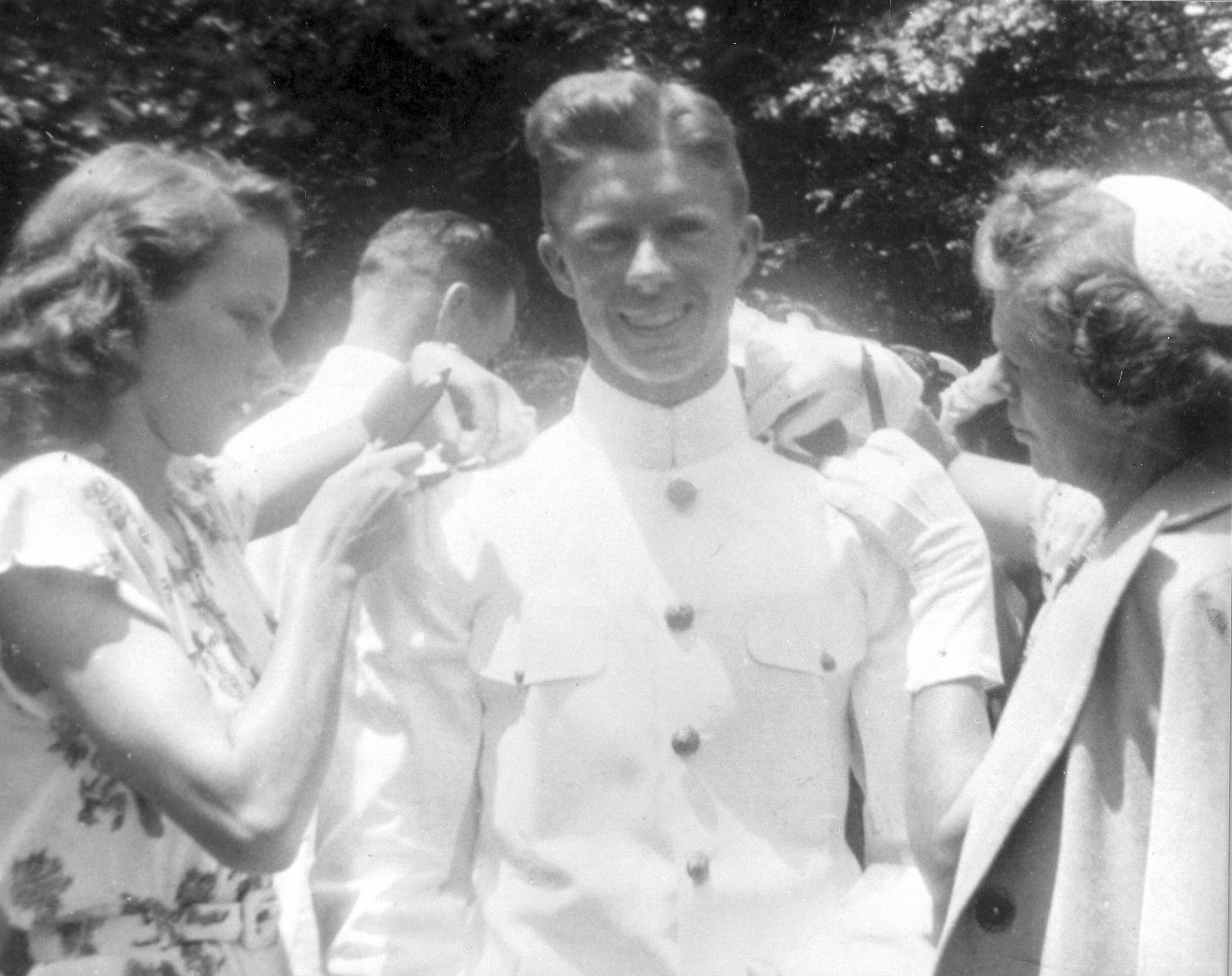
Картер із Розалінн Сміт і його матір'ю на випускному Військово-морської академії США в Аннаполісі, штат Меріленд, 5 червня 1946 року.

У Картера було троє молодших братів і сестер, усі вони померли від раку підшлункової залози: сестри Глорія Спанн (1926—1990) і Рут Степлтон (1929—1983), а також брат Біллі Картер (1937—1988). Картер одружився з Розалін Сміт 7 липня 1946 року. Мають трьох синів, одну доньку, дев'ятьох онуків (один із яких помер), трьох онучок, п'ятьох правнуків та восьмеро правнучок.

### Здоров'я
3 серпня 2015 року Картер переніс планову операцію з видалення невеликого утворення на печінці, і його прогноз на повне одужання спочатку був відмінним. 12 серпня він оголосив, що у нього виявили рак, який дав метастази. 20 серпня Картер повідомив, що в його мозку та печінці виявили меланому, і що він почав лікування імунотерапевтичним препаратом пембролізумаб і збирався почати променеву терапію. 6 грудня він опублікував заяву, оголосивши, що його медичне сканування більше не показує раку.
Картер зламав стегно під час падіння у своєму будинку в Плейнс 13 травня 2019 року, і того ж дня йому зробили операцію. 6 жовтня на травму чола над лівою бровою, отриману під час чергового падіння вдома, наклали 14 швів.
11 листопада 2019 Картер потрапив до університетської лікарні Еморі в Атланті для проведення процедур зі зняття внутрішньочерепного тиску. Тиск був викликаний кровотечею від його недавніх падінь.
18 лютого 2023 року відмовився від лікування і вирішив провести останній час з родиною і отримувати хоспісну допомогу замість медичного втручання.